# 甘比塔
甘比塔（Gámbita）是哥倫比亞的城鎮，位於該國東北部，由桑坦德省負責管轄，始建於1970年12月31日，面積460平方公里，海拔高度1,882米，主要經濟活動有農業、畜牧業、養蜂業和漁業，2005年人口3,841。
甘比塔一名来自奇布查语的“花的村镇”之意，且与西班牙语的“虾”混淆。
6°00′N 73°15′W / 6.000°N 73.250°W